# Рябов, Антон Александрович
Антон Александрович Рябов (родился 4 апреля 1989 в Красноярске) — российский регбист, полузащитник схватки. Бывший игрок клуба «Красного Яра» и сборной России.

## Биография

### Клубная карьера
Воспитанник «Красного Яра», в главной команде с 2010 года. В 2014 году был в аренде в новокузнецком «Металлурге». По возвращении в «Яр» становится чемпионом страны -2015 года (забил штрафной и реализацию в финальном матче) и победителем Кубка России. Всего за чемпионский сезон 2015 года (последнее на данный момент чемпионство «Яра») набрал 126 очков (2 попытки, 37 реализаций, 14 штрафных), став таким образом третьим бомбардиром чемпионата. В Кубке России 2017 года в матче против «Металлурга» сделал хет-трик. Четыре сезона подряд становился вице-чемпионом России. Летом 2021 года из-за хронической травмы спины закончил карьеру.

### Карьера в сборной
Дебютировал в 2011 году в матче против Италии-А (вторая сборная). В следующем матче против Португалии сделал первые результативные действия, реализовал 3 штрафных. Был в расширенном списке для участия в Кубке мира-2011 года, однако в окончательный состав не попал. Провёл игру против Чили 17 ноября 2018 года в рамках Кубка Наций в Гонконге.

## Достижения
- Чемпионат России:
  -  Чемпион России: 2013, 2015
  -  Серебряный призёр чемпионата России: 2016, 2017, 2018
- Кубок России:
  -  Обладатель Кубка России: 2011, 2013, 2015, 2018, 2019
- Суперкубок России
  -  Обладатель Суперкубка России: 2016